# Артісія (Міссісіпі)
Артісія (англ. Artesia) — місто (англ. town) в США, в окрузі Лаундс штату Міссісіпі. Населення — 304 особи (2020).

## Географія
Артісія розташована за координатами 33°25′0″ пн. ш. 88°38′32″ зх. д. / 33.41667° пн. ш. 88.64222° зх. д. (33.416723, -88.642285).  За даними Бюро перепису населення США в 2010 році місто мало площу 1,91 км², з яких 1,90 км² — суходіл та 0,00 км² — водойми.

## Демографія
Згідно з переписом 2010 року, у місті мешкало 440 осіб у 163 домогосподарствах у складі 121 родини. Густота населення становила 231 особа/км².  Було 187 помешкань (98/км²).
Расовий склад населення:
| - 84,5 % — чорних або афроамериканців - 13,0 % — білих - 1,1 % — азіатів |

До двох чи більше рас належало 1,1 %. Частка іспаномовних становила 0,5 % від усіх жителів.
За віковим діапазоном населення розподілялося таким чином: 27,5 % — особи молодші 18 років, 64,8 % — особи у віці 18—64 років, 7,7 % — особи у віці 65 років та старші. Медіана віку мешканця становила 33,5 року. На 100 осіб жіночої статі у місті припадало 90,5 чоловіків;  на 100 жінок у віці від 18 років та старших — 78,2 чоловіків також старших 18 років.
Середній дохід на одне домашнє господарство  становив 33 732 долари США (медіана — 21 458), а середній дохід на одну сім'ю — 41 394 долари (медіана — 41 875). Медіана доходів становила 38 333 долари для чоловіків та 22 014 долари для жінок. За межею бідності перебувало 32,1 % осіб, у тому числі 57,0 % дітей у віці до 18 років та 16,3 % осіб у віці 65 років та старших.
Цивільне працевлаштоване населення становило 120 осіб. Основні галузі зайнятості: виробництво — 28,3 %, будівництво — 16,7 %, освіта, охорона здоров'я та соціальна допомога — 13,3 %, роздрібна торгівля — 12,5 %.